# Pleuridium
Pleuridium es un género de musgos perteneciente a la familia Archidiaceae. Comprende 17 especies descritas y de estas, solo 15 aceptadas.

## Taxonomía
El género fue descrito por Samuel Élisée von Bridel y publicado en Muscologia Recentiorum Supplementum 4: 10. 1819[1818]. La especie tipo es:  P. globiferum Bridel

## Especies aceptadas
A continuación se brinda un listado de las especies del género Pleuridium aceptadas hasta diciembre de 2014, ordenadas alfabéticamente. Para cada una se indica el nombre binomial seguido del autor, abreviado según las convenciones y usos.
- Pleuridium algesiriense Müll. Hal. ex G. Roth
- Pleuridium alternifolium (Dicks. ex Hedw.) Brid.
- Pleuridium breutelianum (Hampe) A. Jaeger
- Pleuridium caldense (Müll. Hal.) Lindb.
- Pleuridium colei (H. Rob.) Deguchi & Matsui
- Pleuridium exiguum (Hook. f. & Wilson) A. Jaeger
- Pleuridium exsertum E.B. Bartram
- Pleuridium gracilentum (Mitt.) Mitt.
- Pleuridium lamprropyxis (Müll. Hal.) Paris
- Pleuridium lanceolatum (R. Br. bis) Paris
- Pleuridium mexicanum Cardot
- Pleuridium robinsonii (Mont.) Mitt.
- Pleuridium subexserens (Müll. Hal.) Paris
- Pleuridium sullivanii (Müll. Hal.) Paris
- Pleuridium tenellum (Mitt.) Mitt.